# Clethrionomys rutilus
Myodes rutilus (Нориця червона) — вид гризунів родини Хом'якові (Cricetidae).

## Поширення
Країни поширення: Канада (Британська Колумбія, Манітоба, Північно-Західні території, Нунавут, Юкон), Китай, Фінляндія, Японія (Хоккайдо), Казахстан, Корейська Народно-Демократична Республіка, Монголія, Норвегія, Російська Федерація, Швеція, США (Аляска).

## Середовище проживання та екологія
Мешкає в субарктичній зоні березових лісів і в північній частині зони бореальних лісів. Більше живе в лісах з щільним підліском трав. Травоїдний, харчуючись зеленими частинами трав і трав'янистих рослин, горіхами, насінням, корою, лишайниками, грибами і комахами; зберігає їжі на зиму (насіння).

## Загрози та охорона
Немає серйозних загроз для цього виду. Зустрічається в багатьох природоохоронних територіях.

## Ресурси Інтернету
- Linzey, A.V., Henttonen, H., Sheftel, B. & Batsaikhan, N. 2008. Myodes rutilus [Архівовано 2 грудня 2013 у Wayback Machine.]

| Панда | Це незавершена стаття з теріології. Ви можете допомогти проєкту, виправивши або дописавши її. |